# Georg Silberschlag der Jüngere

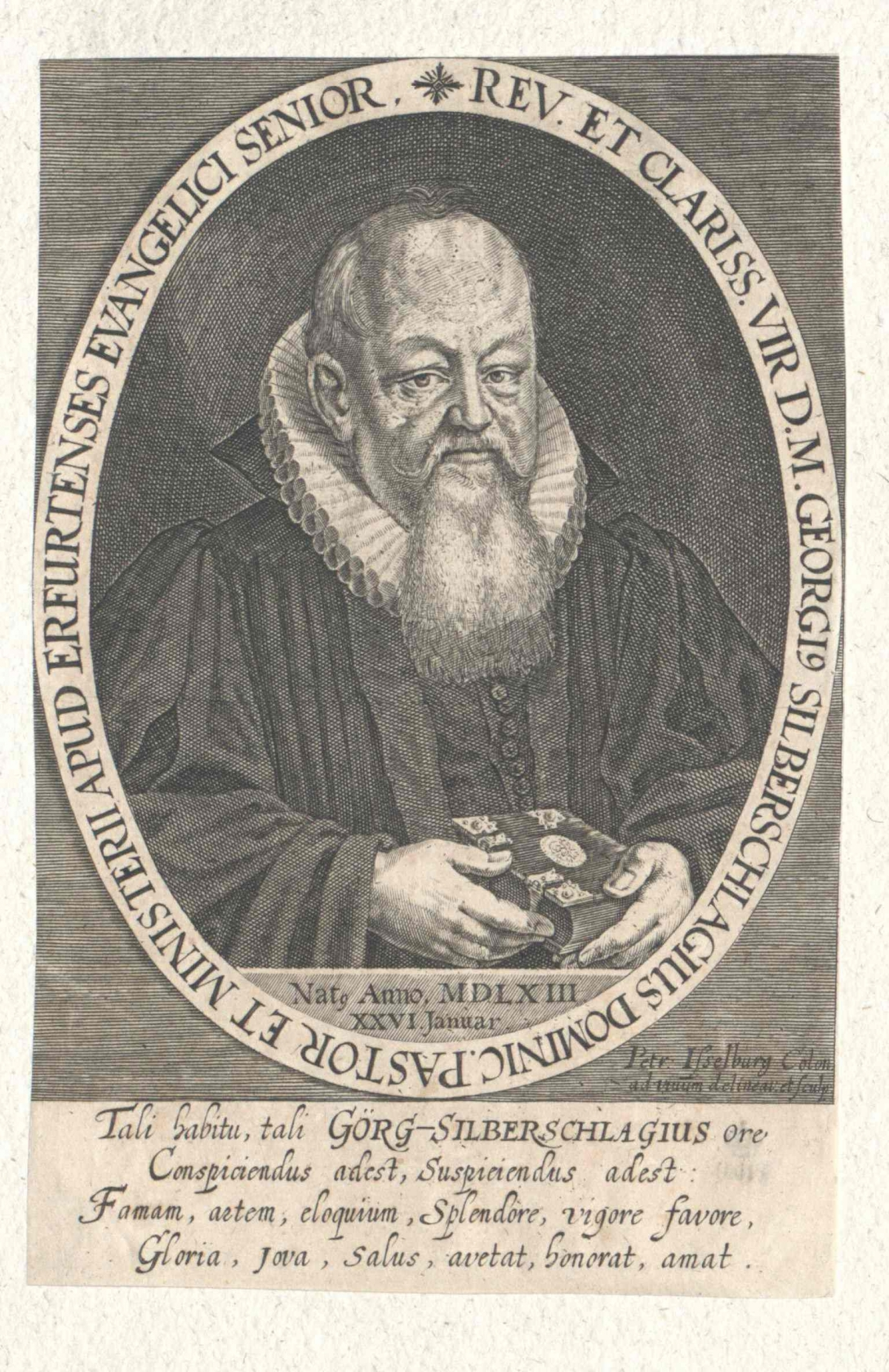
Georg Silberschlag, Stich von Petrus Isselburg, Köln

Georg Silberschlag der Jüngere (* 26. Januar 1563 in Erfurt; † 24. Dezember 1635 ebenda) war ein deutscher lutherischer Geistlicher.
Georg Silberschlag war der zweite Sohn des Erfurter Theologen Georg Silberschlag d. Ä. (1535–1572). Als der Vater starb, war er erst neun Jahre alt. Er studierte ab 1575 in Jena und wurde 1584 zum Magister promoviert. 1586 war er Hauslehrer beim Dresdener Hofprediger Martin Mirus. 1590 erhielt er eine Anstellung als Lehrer an der Predigerschule in Erfurt. 1591 wurde er zum Diakon und zehn Jahre später zum Pastor an der Predigerkirche in Erfurt gewählt. 1625 wurde Silberschlag auch Senior des Evangelischen Ministeriums.